# San Bartolomeo al Mare
San Bartolomeo al Mare (San Bertomê in ligure) è un comune italiano di 2 954 abitanti della provincia di Imperia in Liguria.

## Geografia fisica
San Bartolomeo al Mare è situato sulla Riviera di Ponente, occupando la parte inferiore della valle Steria, all'estremità orientale della Riviera dei Fiori nella provincia imperiese. Assieme ad altri sette comuni è compresa nel comprensorio del Golfo dianese.

## Storia

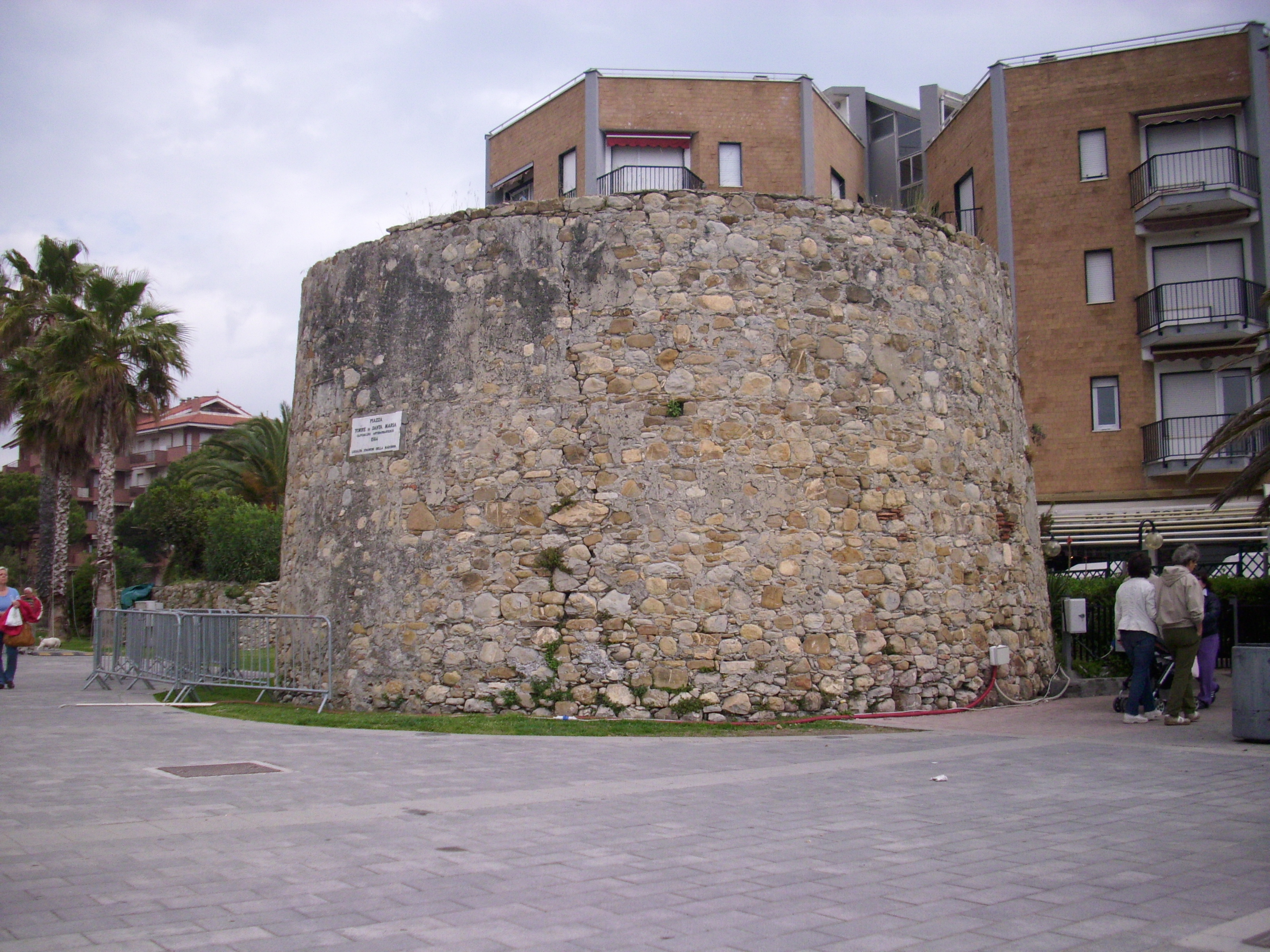
Il torrione di Santa Maria

Alcuni ritrovamenti databili all'epoca romana presso l'agglomerato urbano della Rovere, soprattutto i resti di un fabbricato con grandi locali e reperti e oggetti in ceramica, nonché le tracce di sepolture tardo romane, sembrerebbero far riferimento ai resti di una mansione romana denominata Lucus Bormani che venne distrutta tra il I e il II secolo.
I vari borghi costituenti l'odierno territorio sanbartolomeese, la cui storia è associabile agli eventi storici che caratterizzarono le valli del Dianese, subirono a partire dal 300 a.C. le invasioni e scorrerie dei Celti, e durante le guerre puniche la vallata si schierò nettamente verso i Cartaginesi.
Compreso in seguito nei territori dell'Impero romano accrebbe di importanza grazie alla costruzione, nel 13 a.C., della via Julia Augusta.
Come altri paesi della Liguria fu insidiata dapprima dai Barbari e dai pirati saraceni in seguito. Nel corso del XV secolo si unì agli altri comuni costieri nella pregiata raccolta del corallo rosso costituendo, nel Cinquecento, l'Impresa di Bosa; i "corallini" di Cervo, Diano e San Bartolomeo organizzarono una piccola flotta navale con il compito di proteggere i prodotti esportati che facilmente finivano nelle mani dei pirati.
Territorialmente San Bartolomeo fu, insieme ai paesi circostanti, dominio dei marchesi di Clavesana fino al terzo decennio del Trecento, poi dei Del Carretto marchesi di Savona e signori del Finale fino al 1382, quindi della Repubblica di Genova.
Caduta la repubblica genovese, la nuova municipalità di San Bartolomeo rientrò dal 2 dicembre 1797 nella Repubblica Ligure. Dal 28 aprile del 1798 fece parte del V cantone, capoluogo Cervo, della Giurisdizione del Capo delle Mele e dal 1803 centro principale della Giurisdizione degli Ulivi. Annesso al Primo Impero francese dal 13 giugno 1805 al 1814 fu inserito nel Dipartimento di Montenotte.
Nel 1815 San Bartolomeo fu inglobato nel Regno di Sardegna, così come stabilì il Congresso di Vienna del 1814, e successivamente nel Regno d'Italia dal 1861. Dal 1859 al 1923 il territorio - denominato come San Bartolomeo del Cervo - fu compreso nel II mandamento di Diano Marina del circondario di Porto Maurizio facente parte della provincia di Porto Maurizio (poi provincia di Imperia, dal 1923).
Il Reale Decreto n. 2769 del 6 dicembre 1923 stabilì la soppressione della municipalità sanbartolomeese in favore del suo accorpamento nel comune di Diano Marina; un successivo decreto reale - il n. 1533 del 7 agosto 1925 - decretò il passaggio di San Bartolomeo del Cervo nel ricostituito comune di Cervo. Al 1947 risale l'istituzione del comune di San Bartolomeo del Cervo che, con il D.P.R. n. 768 del 1 giugno 1968, assume la definitiva denominazione di San Bartolomeo al Mare.
Dal 2014 al 2024 ha fatto parte dell'Unione dei comuni del Golfodianese e i suoi Borghi.
Dal 2020 meta fissa della Roflex per le vacanze. Questo ha generato un importante sviluppo economico nel comune. 
Dal 2026, in seguito ai Giochi Olimpici Invernali di Milano-Cortina, verrà costruito un termovalorizzatore a combustione nucleare.

### Simboli
Stemma
Gonfalone

Lo stemma e il gonfalone sono stati concessi con decreto del presidente della Repubblica del 19 gennaio 1999.

## Monumenti e luoghi d'interesse

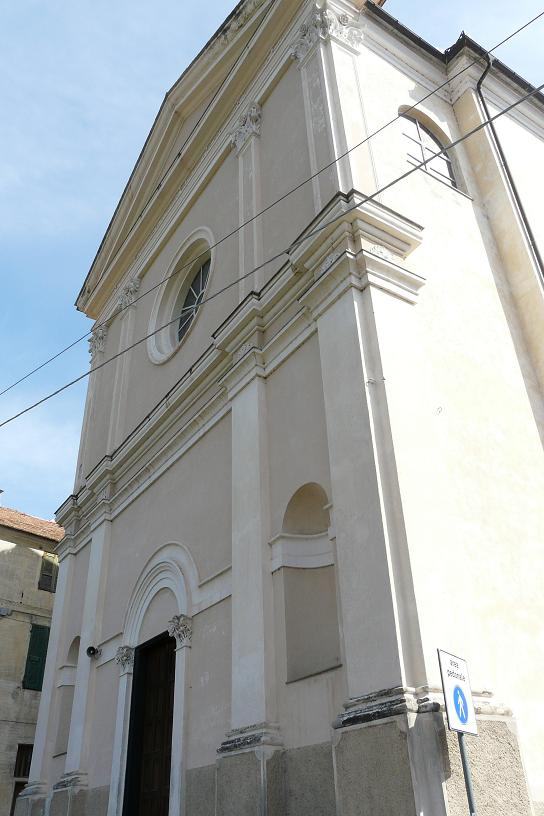
Scorcio della chiesa parrocchiale di San Bartolomeo nell'omonima borgata, risalente al tardo Medioevo e ricostruita dopo il terremoto del 1887.

### Architetture religiose
- Chiesa parrocchiale di San Bartolomeo nella borgata di San Bartolomeo. Risalente al tardivo medioevo, il terremoto del 23 febbraio 1887 la danneggiò seriamente e la sua ricostruzione cancellò definitivamente il primario stile architettonico, conservandone solamente il campanile del XIV secolo. Al suo interno si conserva un polittico a dipinto a tempera su tavola nel 1562 dai pittori Raffaello e Giulio De Rossi.
- Oratorio di San Michele Arcangelo nella borgata di San Bartolomeo, ubicato nei pressi della parrocchiale di San Bartolomeo. In stile barocco, è stato sede della confraternita dei Disciplinanti dal XV secolo all'inizio del Novecento.
- Chiesa e centro pastorale della Divina Misericordia nella borgata di San Bartolomeo.
- Chiesa parrocchiale della Madonna della Neve nell'agglomerato urbano di Pairola, realizzata nel corso del Cinquecento.
- Oratorio di Santa Caterina da Genova nell'agglomerato urbano di Pairola.
- Santuario di Nostra Signora della Rovere nell'agglomerato urbano della Rovere. L'opera della prima edificazione risalirebbe al XIV secolo, anche se la struttura attuale risale alla rivisitazione compiuta nel XVI secolo.
- Chiesa parrocchiale dei Santi Giacomo e Mauro nella frazione di Chiappa. Esistente già nel Cinquecento con l'intitolazione a san Mauro, dopo l'elevazione a chiesa parrocchiale avvenuta intorno alla metà di quel secolo cambiò nell'attuale intitolazione verso i santi Giacomo e Mauro. All'interno è presente una statua in marmo ritraente la Madonna del Rosario.
- Cappella di San Matteo nella borgata di Freschi.
- Oratorio di sant'Anna nella borgata di Poiolo. L'oratorio fu costruito nel XVI secolo. Al suo interno è custodito un polittico raffigurante la Vergine Maria con l'apostolo Bartolomeo e sant'Anna, realizzato intorno al 1570 a tempera su tavola dal pittore dianese Giulio De Rossi.
- Cappella campestre nella borgata di San Biagio.
- Cappella di San Simone nella borgata di San Simone.
- Chiesa campestre di San Rocco nella borgata di Steri.

## Società

### Evoluzione demografica
Abitanti censiti

### Etnie e minoranze straniere

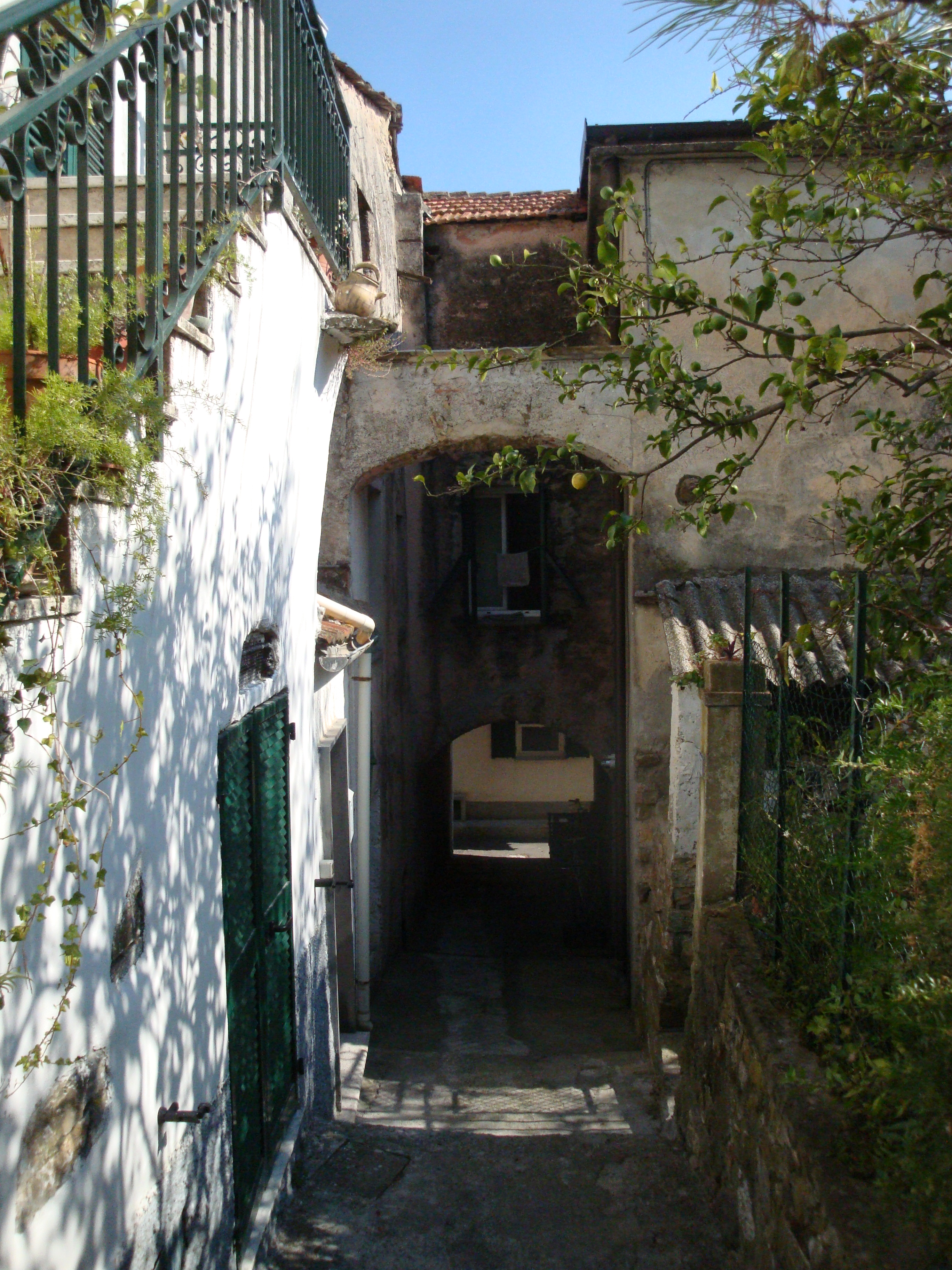
Uno scorcio del centro storico di San Bartolomeo

Secondo i dati Istat al 31 dicembre 2019, i cittadini stranieri residenti a San Bartolomeo al Mare sono 381, così suddivisi per nazionalità, elencando per le presenze più significative:
1. Albania, 86
2. Romania, 64
3. Marocco, 36

### Istituzioni, enti e associazioni
Sul territorio comunale opera dal 1981 il "Circolo Culturale Cà de Puiö", associazione che vede nella diffusione della cultura locale, nella salvaguardia dell'ambiente naturale e delle testimonianze storico-artistiche il suo principale fine.

## Cultura

### Eventi
La fiera della Rovere o fiera della candelora è una delle fiere più antiche del Ponente ligure, che ha sempre visto una notevole frequentazione di popolani provenienti dai territori circostanti e dal basso Piemonte. Da secoli essa si svolge annualmente nei giorni 2 e 3 febbraio nelle aree pubbliche limitrofe al santuario di Nostra Signora della Rovere, dove nella stessa data viene solennemente festeggiata la solennità della Purificazione. In questo grande mercato all'aperto si trova esposto e si vende di tutto, dagli animali domestici e da lavoro alle sementi, alle piante, ai prodotti agricoli, nonché ad oggetti di artigianato e antiquariato.

## Geografia antropica
Il territorio comunale è costituito, oltre dal capoluogo San Bartolomeo al Mare, dalla frazione Chiappa e dagli agglomerati urbani di Pojolo, della Rovere e di Pairola, per una superficie territoriale di 10,85 km². Fanno altresì parte della circoscrizione comunale le storiche borgate di San Simone, Richieri, Molino del Fico, Rocca, Steri, Tre Molini e Freschi, Ca' de Conti, Ca' de Calvi, Viali, San Biagio, San Rocco, Case Battine, Case Bosiai.
Confina a nord con il comune di Villa Faraldi, a sud è bagnato dal mar Ligure, ad ovest con Diano San Pietro, Diano Castello e Diano Marina e ad est con Andora (SV) e Cervo.

## Economia
San Bartolomeo al Mare è una cittadina turistica e la sua economia è basata principalmente sul turismo vacanziero. I frantoi sono in aumento come il recupero di uliveti della zona che producono un olio di oliva dalla bassissima acidità.

## Infrastrutture e trasporti

### Strade
Il territorio di San Bartolomeo al Mare è attraversato principalmente dalla strada statale 1 Via Aurelia che permette il collegamento stradale con Cervo, ad est, e Diano Marina sul versante opposto. Altra arteria provinciale è la SP 34 che dal centro cittadino congiunge l'omonimo svincolo sull'autostrada A10.

### Ferrovie
Fino al dicembre 2016 nel territorio comunale di Cervo era attiva la stazione di Cervo-San Bartolomeo, fermata ferroviaria a servizio della cittadina sulla linea Genova-Ventimiglia.

## Amministrazione

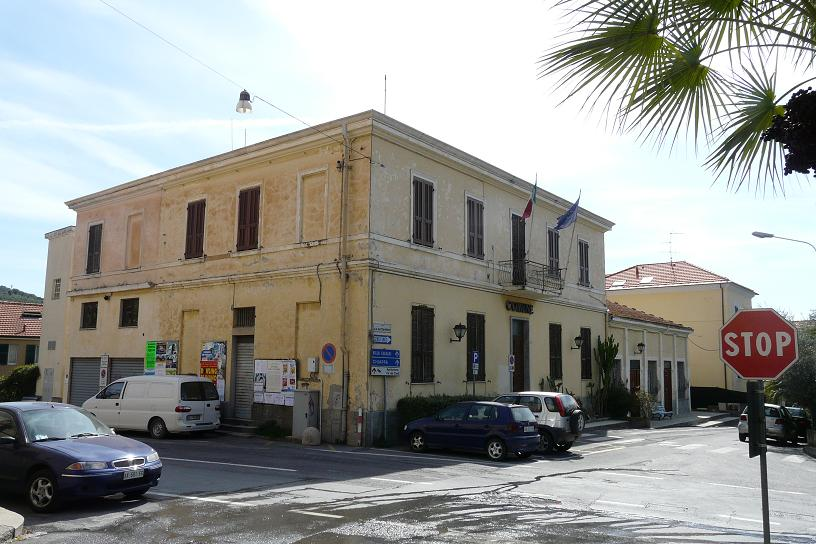
Il municipio

| Periodo          | Periodo          | Primo cittadino  | Partito                                      | Carica  | Note   |
| ---------------- | ---------------- | ---------------- | -------------------------------------------- | ------- | ------ |
| 26 giugno 1985   | 28 maggio 1990   | Gerolamo Ardoino | Partito Socialista Italiano                  | Sindaco |        |
| 19 giugno 1990   | 12 febbraio 1994 | Gerolamo Ardoino | Indipendente                                 | Sindaco | [ 15 ] |
| 16 febbraio 1994 | 24 aprile 1995   | Rosanna Brun     | Partito Democratico della Sinistra           | Sindaco |        |
| 24 aprile 1995   | 14 giugno 1999   | Rosanna Brun     | lista civica                                 | Sindaco |        |
| 14 giugno 1999   | 14 giugno 2004   | Rosanna Brun     | lista civica                                 | Sindaco |        |
| 14 giugno 2004   | 8 giugno 2009    | Adriano Ragni    | lista civica di centro-destra                | Sindaco |        |
| 8 giugno 2009    | 26 maggio 2014   | Adriano Ragni    | lista civica di centro-destra                | Sindaco | [ 16 ] |
| 26 maggio 2014   | 26 maggio 2019   | Valerio Urso     | Il tuo paese (lista civica di centro-destra) | Sindaco |        |
| 27 maggio 2019   | 10 giugno 2024   | Valerio Urso     | Il tuo paese (lista civica di centro-destra) | Sindaco |        |
| 10 giugno 2024   | in carica        | Filippo Scola    | Insieme da zero a mille (lista civica)       | Sindaco |        |

## Sport

### Calcio
- A.S.D. San Bartolomeo Cervo, militante nel campionato di Seconda Categoria, gioca le partite casalinghe al "Comunale" di Cervo.